# رابرت لارنس (تدوینگر فیلم)
رابرت لارنس (انگلیسی: Robert Lawrence؛ ۹ نوامبر ۱۹۱۳ – ۱۹ سپتامبر ۲۰۰۴) تدوین‌گر اهل کشور کانادا بود. وی در سی و سومین دورهٔ جوایز اسکار نامزد بهترین تدوین برای فیلم اسپارتاکوس شد.